# Olivier Gendebien
Olivier Jean Marie Fernand Gendebien (* 12. Januar 1924 in Brüssel; † 2. Oktober 1998 in Tarascon, Frankreich) war ein belgischer Automobilrennfahrer, der Ende der 1950er- bzw. Anfang der 1960er-Jahre das 24-Stunden-Rennen von Le Mans viermal gewinnen konnte und als einer der besten Sportwagenrennfahrer jener Ära gilt.

## Karriere

### Fallschirmspringer und Söldner
Sowohl seine Herkunft als auch sein Weg zum Motorsport waren ungewöhnlich. In der Fachpresse wurde oft darüber spekuliert, dass er adeliger Herkunft sei, ohne jedoch direkte Belege dafür zu finden. Fest steht allerdings, dass der aus wohlhabenden Verhältnissen stammende Gendebien während des Zweiten Weltkrieges für die Résistance als Fallschirmspringer tätig war.
Selbst nach Kriegsende nicht zur Ruhe gekommen, verpflichtete er sich als Zeitsoldat für vier Jahre in Belgisch-Kongo, und wurde auf nicht überlieferte Art in der Umgebung von Stanleyville eingesetzt. Dort traf er den Rallye-Fahrer Charles Fraikin, der ihm den Weg zum Rennsport aufzeigte. Fraikin war angeblich von den Orientierungsfähigkeiten Gendebiens und dessen Fahrzeugbeherrschung beeindruckt. Nebenbei beklagte er, dass er zuhause in Europa keinen geeigneten Copiloten zur Verfügung habe.

### Der Rallye-Copilot
Nachdem beide nach Belgien zurückgereist waren, startete Gendebien auf einem Veritas beim Grand Prix des Frontières bei Chimay, wo er als Sechstplatzierter ins Ziel kam. Daraufhin schloss er sich Fraikin an, um gelegentlich mit einem Jaguar an Rallye-Veranstaltungen teilzunehmen.
Ihre Zusammenarbeit dauerte bis 1955 an. Aber bis dahin hatte sich Gendebien schon als eigenständiger und konkurrenzfähiger Fahrer etabliert. Als sie sich trennten, hatten sie bereits den Spitznamen „Die ewigen Brautjungfern“, da sie bei vielen Rennen stets den zweiten Platz, aber eben nicht den Sieg errangen. Zweimal hatten sie auf diese Weise die Lüttich-Rom-Lüttich Rallye abgeschlossen, doch 1955 waren sie mit einem Mercedes-Benz 300 SL endlich erfolgreich.

### Start der eigenen Karriere
Ohne Fraikin hatte Gendebien deutlich mehr Erfolg, so gewann er bereits 1954 innerhalb seiner Klasse mit einem Plymouth die Italien-Rallye, die niederländische Tulpen-Rallye und die Northern Roads Rally auf einem Porsche.

### Sportwagen- und Formel-1-Rennen für Ferrari
Dennoch beruhigte sich seine Karriere etwas. Die weiteren Bemühungen erweckten den Eindruck, dass ihm Enzo Ferrari einen Werksvertrag für Sportwagenrennen und einige Einsätze in der Formel 1 offeriert habe. Doch sein erster Start für Ferrari endete beim Training zur RAC Tourist Trophy in Dundrod zur allseitigen Enttäuschung mit einem schweren Unfall, bei dem er eine Gehirnerschütterung erlitt.
Zum Beginn der Formel-1-Saison 1956 war seine Gesundheit wieder zufriedenstellend. Ohne jegliche Erfahrung auf einem Monoposto wurde er zum Großen Preis von Argentinien gemeldet, den er mit einem bemerkenswerten fünften Platz und seinen ersten Weltmeisterschaftspunkten abschloss. Ein sechster Rang beim Grand Prix von Mendoza bestätigte seine gute Form.
Im Verlauf des Jahres konnte er einige hervorragende Einsätze bei Sportwagenrennen vorzeigen: zweite Plätze in Buenos Aires, beim Supercortemaggiore in Monza und beim 1000-km-Rennen auf dem Nürburgring an der Seite Alfonso de Portagos, dem dritten Platz in Le Mans mit seinem Kollegen Maurice Trintignant und bei der Targa Florio.
Danach startete er für die spätere Equipe Nationale Belge mit Jacques Swaters auf einem Ferrari 250 GT, mit dem er zwei große Rundfahrten ebenfalls auf dem dritten Platz beendete. 1956 war Gendebiens Durchbruch in der Rennsportszene, dem sechs weitere erfolgreiche Jahre folgten.
1957 feierte er mit seinem Cousin Jacques Washer als Beifahrer einen herausragenden Sieg bei der Tour di Sicilia auf einem Ferrari 250 GT, mit dem er bei der letzten Mille Miglia einen erstaunlichen dritten Platz herausfuhr.
Im weiteren Verlauf des Jahres gewann er mit demselben Wagen das 12-Stunden-Rennen von Reims mit seinem Kollegen Paul Frère und beendete die Saison mit dem Gewinn der Tour de France an der Seite von Lucien Bianchi. Gendebien, der in Belgien außerordentlich populär war, galt nun als Star der Sportwagenszene, der eine regelrechte Serie von Rennsiegen in den folgenden Jahren feiern konnte.

### Die großen Siege
1958 gewann er erneut das Rennen in Reims. Es folgten eine Reihe von Siegen bei der Targa Florio, im selben Jahr zusammen mit Luigi Musso, drei Jahre später mit Wolfgang Graf Berghe von Trips und abschließend die Targa von 1962 mit Willy Mairesse und Ricardo Rodríguez.
Weitere herausragende Siege waren die beim 12-Stunden-Rennen von Sebring 1960, auf einem Porsche mit Hans Herrmann und 1961 mit Phil Hill für Ferrari. Außerdem konnte er das 1000-km-Rennen auf dem Nürburgring ein Jahr später für sich entscheiden.
Seine größten Erfolge blieben die für eine lange Zeit beispiellosen vier Siege in Le Mans, wo er 1958, 1960, 1961 und 1962 triumphierte, um im Anschluss daran seinen Rückzug vom Rennsport zu erklären. Dreimal teilte er sich den Sieg mit Phil Hill; 1960 feierte Paul Frère mit ihm.
Seine Dominanz in der Sportwagenszene ist allein daran zu erkennen, dass er zusammen mit Phil Hill und Peter Collins maßgeblichen Anteil daran hatte, dass Ferrari Ende der 1950er- und Anfang der 1960er-Jahre zahlreiche Sportwagen-Weltmeistertitel erringen konnte.

### Abschluss seiner Grand-Prix-Karriere
Hinter diesen beeindruckenden Erfolgen steht seine Formel-1-Karriere etwas zurück. Bei 14 Starts zwischen 1956 und 1961 konnte er jedoch in der Hälfte der Rennen Punkte für sich verbuchen. Meist als Gastfahrer für Ferrari startend, erzielte er seine größten Grand-Prix-Erfolge 1960 mit einem Cooper T51: den dritten Platz in Spa-Francorchamps sowie den zweiten Rang in Reims. Obwohl er während der Formel-1-Saison 1960 vier Rennen versäumt hatte, erzielte er den sechsten Platz in der Weltmeisterschaft.
Im Folgejahr startete er bei seinem Heim-Grand-Prix in Spa auf einem in der gelben Nationalfarbe lackierten Ferrari 156, der allerdings im Gegensatz zu den Wagen seiner Teamkollegen nicht mit der neuesten Motorspezifikation ausgerüstet worden war. In den ersten Runden führte er von der Pole-Position aus zur Begeisterung des Publikums das Rennen souverän an, doch im weiteren Verlauf verwiesen ihn seine Kollegen auf den vierten Rang.

### Rückzug ins Privatleben
Mit 38 Jahren nahm Gendebien seinen Abschied vom Motorsport, da er zu viele seiner Teamkollegen im Laufe der Jahre hatte sterben sehen und das Risiko seiner Frau zuliebe nicht mehr auf sich nehmen wollte. Tragischerweise starb seine Ehefrau wenig später an einem Krebsleiden. Daraufhin emigrierte er in die USA, wo er bei der Rinderzucht sehr erfolgreich war. Später ließ er sich im Süden Frankreichs nieder, wo er 1998 starb.

## Statistik

### Statistik in der Automobil-Weltmeisterschaft

#### Gesamtübersicht
| Saison | Team                      | Chassis                 | Motor          | Rennen | Siege | Zweiter | Dritter | Poles | schn. Rennrunden | Punkte | WM-Pos. |
| ------ | ------------------------- | ----------------------- | -------------- | ------ | ----- | ------- | ------- | ----- | ---------------- | ------ | ------- |
| 1956   | Scuderia Ferrari          | Ferrari 555 Supersqualo | Ferrari 2.5 L4 | 1      | −     | −       | −       | −     | −                | 2      | 23.     |
| 1956   | Scuderia Ferrari          | Ferrari D50             | Lancia 2.5 V8  | 1      | −     | −       | −       | −     | −                | 2      | 23.     |
| 1958   | Scuderia Ferrari          | Ferrari Dino 246F1      | Ferrari 2.4 V6 | 3      | −     | −       | −       | −     | −                | −      | NC      |
| 1959   | Scuderia Ferrari          | Ferrari Dino 246F1      | Ferrari 2.4 V6 | 2      | −     | −       | −       | −     | −                | 3      | 15.     |
| 1960   | Yeoman Credit Racing Team | Cooper T51              | Climax 2.5 L4  | 5      | −     | 1       | 1       | −     | −                | 10     | 6.      |
| 1961   | Scuderia Ferrari          | Ferrari 156             | Ferrari 1.5 V6 | 1      | −     | −       | −       | −     | −                | 3      | 14.     |
| 1961   | UDT Laystall Racing Team  | Lotus 18/21             | Climax 1.5 L4  | 1      | −     | −       | −       | −     | −                | 3      | 14.     |
| Gesamt | Gesamt                    | Gesamt                  | Gesamt         | 14     | −     | 1       | 1       | −     | −                | 18     |         |

#### Einzelergebnisse
| Saison | 1 | 2 | 3   | 4   | 5   | 6 | 7  | 8 | 9   | 10  | 11 |
| ------ | - | - | --- | --- | --- | - | -- | - | --- | --- | -- |
| 1955   |   |   |     |     |     |   |    |   |     |     |    |
|        |   |   | DNA |     |     |   |    |   |     |     |    |
| 1956   |   |   |     |     |     |   |    |   |     |     |    |
| 5      |   |   |     | DNF | DNA |   |    |   |     |     |    |
| 1958   |   |   |     |     |     |   |    |   |     |     |    |
|        |   |   |     | 6   |     |   |    |   | DNF | DNF |    |
| 1959   |   |   |     |     |     |   |    |   |     |     |    |
|        |   |   | 4   |     |     |   | 6  |   |     |     |    |
| 1960   |   |   |     |     |     |   |    |   |     |     |    |
| DNA    |   |   |     | 3   | 2   | 9 | 7  |   | 12  |     |    |
| 1961   |   |   |     |     |     |   |    |   |     |     |    |
| DNQ    |   | 4 |     |     |     |   | 11 |   |     |     |    |

| Legende  | Legende            | Legende                                                          |
| Farbe    | Abkürzung          | Bedeutung                                                        |
| -------- | ------------------ | ---------------------------------------------------------------- |
| Gold     | –                  | Sieg                                                             |
| Silber   | –                  | 2. Platz                                                         |
| Bronze   | –                  | 3. Platz                                                         |
| Grün     | –                  | Platzierung in den Punkten                                       |
| Blau     | –                  | Klassifiziert außerhalb der Punkteränge                          |
| Violett  | DNF                | Rennen nicht beendet (did not finish)                            |
| Violett  | NC                 | nicht klassifiziert (not classified)                             |
| Rot      | DNQ                | nicht qualifiziert (did not qualify)                             |
| Rot      | DNPQ               | in Vorqualifikation gescheitert (did not pre-qualify)            |
| Schwarz  | DSQ                | disqualifiziert (disqualified)                                   |
| Weiß     | DNS                | nicht am Start (did not start)                                   |
| Weiß     | WD                 | zurückgezogen (withdrawn)                                        |
| Hellblau | PO                 | nur am Training teilgenommen (practiced only)                    |
| Hellblau | TD                 | Freitags-Testfahrer (test driver)                                |
| ohne     | DNP                | nicht am Training teilgenommen (did not practice)                |
| ohne     | INJ                | verletzt oder krank (injured)                                    |
| ohne     | EX                 | ausgeschlossen (excluded)                                        |
| ohne     | DNA                | nicht erschienen (did not arrive)                                |
| ohne     | C                  | Rennen abgesagt (cancelled)                                      |
| ohne     | keine WM-Teilnahme |                                                                  |
| sonstige | P/fett             | Pole-Position                                                    |
| sonstige | 1/2/3/4/5/6/7/8    | Punktplatzierung im Sprint-/Qualifikationsrennen                 |
| sonstige | SR/kursiv          | Schnellste Rennrunde                                             |
| sonstige | *                  | nicht im Ziel, aufgrund der zurückgelegten Distanz aber gewertet |
| sonstige | ()                 | Streichresultate                                                 |
| sonstige | unterstrichen      | Führender in der Gesamtwertung                                   |

### Le-Mans-Ergebnisse
| Jahr | Team                   | Fahrzeug                     | Teamkollege         | Platzierung | Ausfallgrund    |
| ---- | ---------------------- | ---------------------------- | ------------------- | ----------- | --------------- |
| 1955 | Equipe Nationale Belge | Porsche 550/4RS 1500 Spyder  | Wolfgang Seidel     | Rang 5      |                 |
| 1956 | Scuderia Ferrari       | Ferrari 625LM Spider Touring | Maurice Trintignant | Rang 3      |                 |
| 1957 | Scuderia Ferrari       | Ferrari 250TR58              | Maurice Trintignant | Ausfall     | Motorschaden    |
| 1958 | Scuderia Ferrari       | Ferrari 250TR58              | Phil Hill           | Gesamtsieg  |                 |
| 1959 | Scuderia Ferrari       | Ferrari 250TR59              | Phil Hill           | Ausfall     | Motor überhitzt |
| 1960 | Scuderia Ferrari SpA   | Ferrari 250TR59/60           | Paul Frère          | Gesamtsieg  |                 |
| 1961 | Scuderia Ferrari       | Ferrari 250TRI/61            | Phil Hill           | Gesamtsieg  |                 |
| 1962 | SpA Ferrari SEFAC      | Ferrari 330TRI LM Spyder     | Phil Hill           | Gesamtsieg  |                 |

### Sebring-Ergebnisse
| Jahr | Team                       | Fahrzeug              | Teamkollege       | Teamkollege | Teamkollege | Platzierung | Ausfallgrund |
| ---- | -------------------------- | --------------------- | ----------------- | ----------- | ----------- | ----------- | ------------ |
| 1957 | Harry Kullen               | Ferrari 250 GT Europa | William Greenspun |             |             | Ausfall     | Motorschaden |
| 1958 | Scuderia Ferrari           | Ferrari 250TR/58      | Luigi Musso       |             |             | Rang 2      |              |
| 1959 | Scuderia Ferrari           | Ferrari 250TR59       | Phil Hill         | Dan Gurney  | Chuck Daigh | Gesamtsieg  |              |
| 1960 | Joakim Bonnier             | Porsche 718 RS        | Hans Herrmann     |             |             | Gesamtsieg  |              |
| 1961 | Sefac Automobile Ferrari   | Ferrari 250TRI        | Phil Hill         |             |             | Gesamtsieg  |              |
| 1962 | North American Racing Team | Ferrari 250TRI/61     | Phil Hill         |             |             | Rang 2      |              |

### Einzelergebnisse in der Sportwagen-Weltmeisterschaft
| Saison | Team                                                                                  | Rennwagen                                                                                  | 1   | 2   | 3   | 4   | 5   | 6   | 7   | 8   | 9   | 10  | 11  | 12  | 13  | 14  | 15  |
| ------ | ------------------------------------------------------------------------------------- | ------------------------------------------------------------------------------------------ | --- | --- | --- | --- | --- | --- | --- | --- | --- | --- | --- | --- | --- | --- | --- |
| 1953   | Ecurie Francorchamps                                                                  | Jaguar XK 120 Panhard Dyna Jaguar C-Type                                                   | SEB | MIM | LEM | SPA | NÜR | RTT | CAP |     |     |     |     |     |     |     |     |
| 1953   | Ecurie Francorchamps                                                                  | Jaguar XK 120 Panhard Dyna Jaguar C-Type                                                   |     | DNF |     | DNF | DNF |     |     |     |     |     |     |     |     |     |     |
| 1954   | Olivier Gendebien                                                                     | Jaguar XK 120                                                                              | BUA | SEB | MIM | LEM | RTT | CAP |     |     |     |     |     |     |     |     |     |
| 1954   | Olivier Gendebien                                                                     | Jaguar XK 120                                                                              | 21  |     |     |     |     |     |     |     |     |     |     |     |     |     |     |
| 1955   | Equipe Nationale Belge                                                                | Mercedes-Benz 300 SL Porsche 550                                                           | BUA | SEB | MIM | LEM | RTT | TAR |     |     |     |     |     |     |     |     |     |
| 1955   | Equipe Nationale Belge                                                                | Mercedes-Benz 300 SL Porsche 550                                                           |     |     | 7   | 5   |     |     |     |     |     |     |     |     |     |     |     |
| 1956   | Scuderia Ferrari                                                                      | Ferrari 857S Ferrari 250 GT Ferrari 290MM                                                  | BUA | SEB | MIM | NÜR | KRI |     |     |     |     |     |     |     |     |     |     |
| 1956   | Scuderia Ferrari                                                                      | Ferrari 857S Ferrari 250 GT Ferrari 290MM                                                  | 2   |     | 5   | 3   | DNF |     |     |     |     |     |     |     |     |     |     |
| 1957   | Harry Kullen Scuderia Ferrari                                                         | Ferrari 250 GT Ferrari 335S Ferrari 250TR                                                  | BUA | SEB | MIM | NÜR | LEM | KRI | CAR |     |     |     |     |     |     |     |     |
| 1957   | Harry Kullen Scuderia Ferrari                                                         | Ferrari 250 GT Ferrari 335S Ferrari 250TR                                                  |     | DNF | 3   | 2   | DNF | DNF | 4   |     |     |     |     |     |     |     |     |
| 1958   | Scuderia Ferrari                                                                      | Ferrari 250TR                                                                              | BUA | SEB | TAR | NÜR | LEM | RTT |     |     |     |     |     |     |     |     |     |
| 1958   | Scuderia Ferrari                                                                      | Ferrari 250TR                                                                              | 2   | 2   | 1   | 3   | 1   |     |     |     |     |     |     |     |     |     |     |
| 1959   | Scuderia Ferrari                                                                      | Ferrari 250TR                                                                              | SEB | TAR | NÜR | LEM | RTT |     |     |     |     |     |     |     |     |     |     |
| 1959   | Scuderia Ferrari                                                                      | Ferrari 250TR                                                                              | 1   | DNF | 2   | DNF | 3   |     |     |     |     |     |     |     |     |     |     |
| 1960   | Porsche Scuderia Ferrari                                                              | Porsche 718 RSK Ferrari 250TR                                                              | BUA | SEB | TAR | NÜR | LEM |     |     |     |     |     |     |     |     |     |     |
| 1960   | Porsche Scuderia Ferrari                                                              | Porsche 718 RSK Ferrari 250TR                                                              | DNF | 1   | 3   | 2   | 1   |     |     |     |     |     |     |     |     |     |     |
| 1961   | Scuderia Ferrari                                                                      | Ferrari 250TRI Ferrari Dino 246SP                                                          | SEB | TAR | NÜR | LEM | PES |     |     |     |     |     |     |     |     |     |     |
| 1961   | Scuderia Ferrari                                                                      | Ferrari 250TRI Ferrari Dino 246SP                                                          | 1   | 1   | 3   | 1   |     |     |     |     |     |     |     |     |     |     |     |
| 1962   | Scuderia Serenissima Ecurie Francorchamps North American Racing Team Scuderia Ferrari | Ferrari 250 GT Fiat-Abarth 1000 Bialbero Ferrari 250 GTO Ferrari Dino 246SP Ferrari 330TRI | DAY | SEB | SEB | MAI | TAR | BER | NÜR | LEM | TAV | CCA | RTT | NÜR | BRI | BRI | PAR |
| 1962   | Scuderia Serenissima Ecurie Francorchamps North American Racing Team Scuderia Ferrari | Ferrari 250 GT Fiat-Abarth 1000 Bialbero Ferrari 250 GTO Ferrari Dino 246SP Ferrari 330TRI | 16  | 11  | 2   |     | 1   |     | 1   | 1   |     |     |     |     |     |     |     |